# Fletching
Fletching – wieś w Anglii, w hrabstwie East Sussex, w dystrykcie Wealden. Leży 59 km na południe od Londynu. W 2007 miejscowość liczyła 1041 mieszkańców.